# Liga de Rugby de Andalucía
La Liga de Rugby de Andalucía es la competición de rugby de más alto nivel en la comunidad autónoma de Andalucía, y tercer nivel a nivel nacional por debajo de la División de Honor B. El campeonato y sus divisiones inferiores están bajo administración y control de la Federación Andaluza de Rugby.

## Primera División
| Temporada                               | Nivel                            | Campeón                          | Subcampeón                       | Tercero                          |
| Campeonato Regional de Andalucía        | Campeonato Regional de Andalucía | Campeonato Regional de Andalucía | Campeonato Regional de Andalucía | Campeonato Regional de Andalucía |
| --------------------------------------- | -------------------------------- | -------------------------------- | -------------------------------- | -------------------------------- |
| 1968-69                                 | 4                                | A. G. Macarona                   |                                  |                                  |
| 1969-70                                 | 4                                | Sevilla C. F.                    | C. N. Sevilla                    | A. G. Macarona                   |
| 1970-71                                 | 4                                | C. D. Arquitectura               | Sevilla C. F.                    | A. G. Macarona                   |
| 1971-72                                 | 4                                | C. D. Arquitectura               | Sevilla C. F.                    | A. G. Macarona                   |
| 1972-73                                 | 4                                | Sevilla C. F.                    | Betis C. F.                      | C. R. Medicina                   |
| 1973-74                                 | 4                                | C. R. Medicina                   | Club Pineda                      | Real Betis                       |
| Ligas provinciales de Sevilla y Granada |                                  |                                  |                                  |                                  |
| 1974-75                                 | 4-S                              | Sevilla C. F.                    | Real Betis                       | C. R. Ciencias                   |
| 1974-75                                 | 4-G                              | Arquitectura T. C. R.            | C. D. Universitario              | Náutico O. E. U.                 |
| Segunda División Nacional - Grupo Sur   |                                  |                                  |                                  |                                  |
| 1975-76                                 | 3                                | Sevilla C. F.                    | C. R. Ciencias                   | R. A. C. A. "B"                  |
| 1976-77                                 | 3                                | Sevilla C. F.                    | C. R. Ciencias                   | R. A. C. A. "B"                  |
| 1977-78                                 | 3                                | Amigos del Rugby                 | Sevilla C. F.                    | C. R. Ciencias                   |
| Primera División Nacional - Grupo Sur   |                                  |                                  |                                  |                                  |
| 1978-79                                 | 2                                | Amigos del Rugby                 | C. D. Universidad de Granada     | Sevilla C. F.                    |
| 1979-80                                 | 2                                | Amigos del Rugby                 | C. D. Universidad de Granada     | Sevilla C. F.                    |
| 1980-81                                 | 2                                | C. R. Ciencias                   | Divina Pastora                   | Sevilla C. F.                    |
| 1981-82                                 | 2                                | C. R. Ciencias                   | Amigos del Rugby                 | Sevilla C. F.                    |
| Segunda División Nacional - Grupo V     |                                  |                                  |                                  |                                  |
| 1982-83                                 | 3                                | Divina Pastora                   | C. D. Universidad de Granada     | C. R. Atlético Portuense         |
| 1983-84                                 | 3                                | C. R. Ciencias                   | C. A. R. Portaceli               | C. R. Atlético Portuense         |
| Primera División Regional de Andalucía  |                                  |                                  |                                  |                                  |
| 1984-85                                 | 3                                | C. R. Atlético Portuense         | C. D. Universitario de Granada   | Sevilla R. C.                    |
| 1985-86                                 | 3                                | C. R. Atlético Portuense         | C. D. Universitario de Granada   | C. R. Aljarafe-Sevilla           |
| 1986-87                                 | 3                                | C. R. Atlético Portuense         | C. A. R. Portaceli               | Universitario de Granada         |
| 1987-88                                 | 3                                | Universidad de Sevilla           | C. D. Universidad de Granada     | C. E. R. San Jerónimo            |
| 1988-89                                 | 3                                | C. D. Universidad de Granada     | Universidad de Sevilla           | C. R. Aljarafe-Sevilla           |
| 1989-90                                 | 3                                | C. R. Aljarafe-Sevilla           | C. A. R. Portaceli               | C. E. R. San Jerónimo            |
| 1990-91                                 | 3                                | C. E. R. San Jerónimo            | Universidad de Málaga            | Cajasur Córdoba                  |
| 1991-92                                 | desconocido                      | desconocido                      | desconocido                      | desconocido                      |
| 1992-93                                 | 3                                | Monte Rugby de Sevilla           | Fray Luis de Granada             | C. A. R. Portaceli               |
| 1993-94                                 | 3                                | C. R. Atlético Portuense         | C. A. R. Portaceli               | Monte Rugby de Sevilla           |
| 1994-95                                 | desconocido                      | desconocido                      | desconocido                      | desconocido                      |
| 1995-96                                 | 3-A                              | C. R. Sevilla Iversur            | Gibraltar Barbarians R. F. C.    | Monte Rugby de Sevilla           |
| 1995-96                                 | 3-B                              | C. D. Universidad de Granada     | Universidad de Málaga            | C. R. Costa Almería              |
| 1996-97                                 | 3-A                              | C. R. Atlético Portuense         | Gibraltar Barbarians R. F. C.    | Universidad de Sevilla           |
| 1996-97                                 | 3-B                              | Universidad de Málaga            | Marbella R. C.                   | C. R. Granada                    |
| 1997-98                                 | 3-A                              | C. R. Atlético Portuense         | El Monte Ciencias                | Universidad de Sevilla           |
| 1997-98                                 | 3-B                              | C. R. Costa Almería              | Marbella R. C.                   | Universidad de Málaga            |
| 1998-99                                 | 4                                | Monte Ciencias Olavide           | Jaén S. R.                       | C. E. R. San Jerónimo            |
| 1999-00                                 | 4                                | Monte Ciencias Olavide           | Jaén S. R.                       | C. E. R. San Jerónimo            |
| 2000-01                                 | 4                                | Monte Ciencias Olavide           | Marbella R. C.                   | Universidad de Sevilla           |
| 2001-02                                 | 4                                | Universidad de Sevilla           | C. R. Costa Almería              | C. R. Córdoba                    |
| 2002-03                                 | 4                                | Jaén Rugby                       | C. E. R. San Jerónimo            | Universidad de Málaga            |
| 2003-04                                 | 4                                | Universidad de Sevilla           | Marbella R. C.                   | Jaén Rugby                       |
| 2004-05                                 | 4                                | Kolmer C. D. Granada 2004        | C. R. Costa Almería              | Marbella R. C.                   |
| 2005-06                                 | 4                                | Jaén Rugby                       | C. R. Málaga                     | Kolmer C. D. Granada 2004        |
| 2006-07                                 | 4                                | C. R. Málaga                     | C. R. Costa Almería              | C. R. Córdoba                    |
| 2007-08                                 | 4                                | C. R. Cajasol Ciencias "B"       | C. E. R. San Jerónimo            | Gibraltar Barbarians R. F. C.    |
| 2008-09                                 | 4                                | C. E. R. San Jerónimo            | Amigos del Rugby                 | Gibraltar Barbarians R. F. C.    |
| 2009-10                                 | 4                                | Universidad de Granada           | Marbella R. C.                   |                                  |
| 2010-11                                 | 4                                | C. R. Málaga                     | C. R. Cajasol Ciencias "B"       | Gibraltar Barbarians R. F. C.    |
| 2011-12                                 | 4                                | Gibraltar Barbarians R. F. C.    | Jaén Rugby                       |                                  |
| 2012-13                                 | 3                                | Gibraltar Barbarians R. F. C.    | Jaén Rugby                       |                                  |
| 2013-14                                 | 3                                | C. R. Cajasol Ciencias "B"       | Gibraltar Barbarians R. F. C.    |                                  |
| 2014-15                                 | 3                                | C. R. Atlético Portuense         | Unión de Rugby de Almería        |                                  |
| 2015-16                                 | 3                                | Marbella R. C.                   | C. E. R. San Jerónimo            |                                  |
| 2016-17                                 | 3                                | C. D. Universidad de Granada     | Jaén Rugby                       |                                  |
| 2017-18                                 | 3                                | Jaén Rugby                       | C. R. Málaga                     |                                  |
| 2018-19                                 | 3                                | C. R. Málaga                     | C. A. R. Sevilla                 |                                  |
| 2019-20                                 | 3                                | C. R. Atlético Portuense         | C. D. Universidad de Granada     | C. R. Mairena                    |
| 2020-21                                 | 3                                | C. D. Universidad de Granada     | C. R. Atlético Portuense         | C. R. San Jerónimo               |
| 2021-22                                 | 3                                | C. R. Atlético Portuense         | C. R. Málaga "B"                 | C. D. Universidad de Granada     |
| 2022-23                                 | 3                                | ?                                | ?                                | ?                                |
| 2023-24                                 | 3                                | C. D. Universidad de Granada     | C. R. Atlético Portuense         | Marbella R. C.                   |
| 2024-25                                 | 3                                |                                  |                                  |                                  |

## Segunda División
| Temporada                                                | Nivel       | Campeón                           | Subcampeón                      | Tercero                       |
| -------------------------------------------------------- | ----------- | --------------------------------- | ------------------------------- | ----------------------------- |
| 1968-69                                                  | 5           | Atlético Dos Hermanas             |                                 |                               |
| 1969-70                                                  |             |                                   |                                 |                               |
| 1970-71                                                  | 5           | Sevilla C. F.                     | Económicos de Málaga            | Ingenieros Industriales       |
| 1971-72                                                  |             |                                   |                                 |                               |
| 1972-73                                                  |             |                                   |                                 |                               |
| 1973-74                                                  |             |                                   |                                 |                               |
| Ligas provinciales de Sevilla y Granada                  |             |                                   |                                 |                               |
| 1975-76                                                  | 4-S         | Divina Pastora                    | Universidad Laboral             | Sevilla C. F. "B"             |
| 1975-76                                                  | 4-G         |                                   |                                 |                               |
| 1976-77                                                  | 4-S         | C. R. Medicina                    | Universidad de Córdoba          | C. R. Ciencias "B"            |
| 1976-77                                                  | 4-G         |                                   |                                 |                               |
| 1977-78                                                  | 4-S         | C. D. Arquitectura                | C. E. Y. E.                     | Divina Pastora "B"            |
| 1977-78                                                  | 4-G         | C. M. Isabel La Católica          | Arquitectura T. C. R.           | C. D. Universitario           |
| Segunda División Nacional - Grupo V                      |             |                                   |                                 |                               |
| 1978-79                                                  | 3           | C. R. Atlético Portuense          | C. D. Universitario             | C. E. Y. E.                   |
| 1979-80                                                  | 3           | Amigos del Rugby "B"              | C. E. Y. E.                     | C. R. Medicina                |
| 1980-81                                                  | 3           | Medicina Badajoz                  | Divina Pastora "B"              | Sevilla C. F. "B"             |
| Ligas provinciales de Sevilla (Gr. V) y Granada (Gr. VI) |             |                                   |                                 |                               |
| 1981-82                                                  | 3-S         | Sevilla C. F. "B"                 | C. D. Arquitectura              | C. R. Medicina                |
| 1981-82                                                  | 3-G         | C. D. Universidad de Granada      | Hípica R. C. Granada            | Universitario de Córdoba      |
| 1982-83                                                  | 4-S         | C. R. Ciencias                    | Sevilla C. F.                   | Divina Pastora "B"            |
| 1982-83                                                  | 4-G         | Hípica R. C. Granada              | C. D. Universidad de Granada    | Universitario de Córdoba      |
| 1983-84                                                  | 4-S         | Divina Pastora                    | Sevilla C. F.                   | C. R. Ciencias                |
| 1983-84                                                  | 4-G         | C. D. Universidad de Granada "B"  | Universitario de Córdoba        | Granada C. R.                 |
| 1984-85                                                  |             |                                   |                                 |                               |
| Segunda División Regional de Andalucía                   |             |                                   |                                 |                               |
| 1985-86                                                  | 4           | Fray Luis de Granada              | Universitario de Málaga         | C. M. Loyola                  |
| Grupos Sevilla y Córdoba                                 |             |                                   |                                 |                               |
| 1986-87                                                  | 4-S         | C. R. Ciencias                    | Universitario de Sevilla        | Bahía de Cádiz                |
| 1986-87                                                  | 4-C         | Universitario de Córdoba          | C. R. Veterinaria               | Agrónomos                     |
| 1987-88                                                  | 4-S         | Universidad de Sevilla "B"        | Atlético Portuense "B"          | C. D. Arquitectura            |
| 1987-88                                                  | 4-C         | Universitario Veterano            | Agrónomos                       | C. E. I.                      |
| Segunda División Regional de Andalucía                   |             |                                   |                                 |                               |
| 1988-89                                                  | 4           | Huelva C. R.                      | Universidad de Córdoba          | Fray Luis de Granada          |
| 1989-90                                                  | 4           | Universidad de Málaga             | Universidad de Granada          |                               |
| Grupo Oriental y Occitental                              |             |                                   |                                 |                               |
| 1990-91                                                  | 4-Or.       | Fray Luis de Granada              | C. D. U. Almería                | Universidad de Granada        |
| 1990-91                                                  | 4-Oc.       | Club Bahía Rugby                  |                                 |                               |
| 1991-92                                                  | desconocido | desconocido                       | desconocido                     | desconocido                   |
| 1992-93                                                  | 4           | Universidad de Sevilla "A"        | Xerez R. C.                     | C. R. Granada                 |
| 1993-94                                                  | 4           | Marbella R. C.                    | Xerez R. C.                     |                               |
| 1994-95                                                  | desconocido | desconocido                       | desconocido                     | desconocido                   |
| Grupos A y B                                             |             |                                   |                                 |                               |
| 1995-96                                                  | 4-A         | Ingenieros Técnicos Industriales  | C. A. R. Inés Rosales           | Universidad de Sevilla        |
| 1995-96                                                  | 4-B         | C. R. Málaga                      | C. R. Granada                   | E. U. P. Minero R. C.         |
| 1996-97                                                  | 4-A         | Xerez R. C.                       | El Monte Ciencias               | C. R. Sevilla Iversur         |
| 1996-97                                                  | 4-B         | R. U. Universidad Generalife      | Jaén S. R.                      | Universidad de Almería        |
| 1997-98                                                  | 4-A         | C. R. Sevilla Iversur             | Universidad de Sevilla          | C. A. R. Inés Rosales         |
| 1998-99                                                  | 5-A         | C. R. Atlético Portuense          | Universidad de Huelva           | Monte Ciencias Olavide        |
| 1999-2000                                                | 5-A         | C. R. Atlético Portuense          | Universidad de Huelva           | Monte Ciencias Olavide        |
| 1999-2000                                                | 5-B         | Costa Almería                     | Universidad de Almería          | Jaén S. R.                    |
| 2000-01                                                  | 5-A         | Universidad de Sevilla            | El Monte Ciencias               | E. R. San Jerónimo            |
| 2000-01                                                  | 5-B         | Universidad de Málaga             | Jaén Rugby                      | Gibraltar Barbarians R. F. C. |
| 2001-02                                                  | 5-A         | El Monte Ciencias                 | C. A. R. Inés Rosales           | Xerez R. C.                   |
| 2002-03                                                  | 5-A         | C. A. R. Inés Rosales             | Gibraltar Barbarians R. F. C.   | El Monte Ciencias             |
| 2003-04                                                  | 5-A         | C. R. Tartessos Huelva            | E. R. San Jerónimo              | El Monte Ciencias             |
| 2003-04                                                  | 5-B         | Gibraltar Barbarians R. F. C.     | C. R. Costa Almería             | C. D. Universidad de Granada  |
| 2004-05                                                  | 5-A         | E. R. San Jerónimo                | C. R. Tartessos Huelva          | Universidad de Sevilla        |
| 2004-05                                                  | 5-B         | Gibraltar Barbarians R. F. C.     | C. D. Universidad de Granada    | Jaén Rugby                    |
| 2005-06                                                  | 5           | C. R. Atlético Portuense          | E. R. San Jerónimo              |                               |
| 2006-07                                                  | 5           | Gibraltar Barbarians R. F. C.     | C. R. Marbella                  | C. R. Motril                  |
| 2007-08                                                  | 5           | C. R. Falber Mairena              | C. R. San Roque 89              | C. R. Málaga                  |
| 2008-09                                                  | 5           | C. R. Falber Mairena              | C. R. San Roque 89              | C. R. Málaga                  |
| 2009-10                                                  | 5           | C. R. Costa del Sol               | C. R. Costa Almería             |                               |
| 2010-11                                                  | 5           | C. R. Costa Almería               | C. R. Córdoba                   |                               |
| 2011-12                                                  |             |                                   |                                 |                               |
| Grupos Oriental, Central y Occidental                    |             |                                   |                                 |                               |
| 2012-13                                                  | 4           | C. R. Cajasol Ciencias "B"        | Amigos del Rugby                |                               |
| 2013-14                                                  | 4           | C. R. Mairena                     | C. R. Arlequines Miguelturra    |                               |
| 2014-15                                                  | 4           | Gibraltar Barbarians R. F. C.     | C. R. Costa Almería             |                               |
| 2015-16                                                  |             | C. R. del Estrecho                | C. R. Cádiz                     |                               |
| 2016-17                                                  |             | C. D. Universidad de Granada "B"  | C. R. Arlequines Miguelturra    |                               |
| 2017-18                                                  |             | U. R. A.-C.R. Costa Almería       | C. R. Económicas                |                               |
| 2018-19                                                  |             | C. R. Badajoz                     | C. R. Económicas                |                               |
| 2019-20                                                  |             | Holmes Sotogrande CR del Estrecho | Mezquita R. C.                  |                               |
| 2020-21                                                  |             |                                   |                                 |                               |
| 2021-22                                                  |             | Rugby Tartessos Huelva            | U. R. A.-C.R. Costa Almería "B" |                               |
| 2022-23                                                  |             | ?                                 | ?                               | ?                             |
| 2023-24                                                  |             | C. R. Victoriano                  | C. R. San Jeronimo              | C. R. Málaga "B"              |
| 2024-25                                                  |             |                                   |                                 |                               |

## Tercer nivel
| Temporada                               | Nivel                                   | Campeón                                 | Subcampeón                              | Tercero                                 |
| Ligas provinciales de Sevilla y Granada | Ligas provinciales de Sevilla y Granada | Ligas provinciales de Sevilla y Granada | Ligas provinciales de Sevilla y Granada | Ligas provinciales de Sevilla y Granada |
| --------------------------------------- | --------------------------------------- | --------------------------------------- | --------------------------------------- | --------------------------------------- |
| 1974-75                                 | 4-S                                     | Sevilla C. F.                           | Real Betis                              | C. R. Ciencias                          |
| 1974-75                                 | 4-G                                     | Arquitectura T. C. R.                   | C. D. Universitario                     | Náutico O. E. U.                        |
| 1975-76                                 | 4-S                                     | Divina Pastora                          | Universidad Laboral                     | Sevilla C. F. "B"                       |
| 1976-77                                 | 4-S                                     | C. R. Medicina                          | Universidad de Córdoba                  | C. R. Ciencias "B"                      |
| 1977-78                                 | 4-S                                     | C. D. Arquitectura                      | C. E. Y. E.                             | Divina Pastora "B"                      |
| 1977-78                                 | 4-G                                     | C. M. Isabel La Católica                | Arquitectura T. C. R.                   | C. D. Universitario                     |
| 1978-79                                 | 4-S                                     | Amigos del Rugby "B"                    | Universidad Laboral                     | Ingenieros Industriales                 |
| 1979-80                                 | 3                                       | Sevilla C. F. "B"                       | C. R. Ciencias "B"                      | Ingenieros Industriales                 |